# ENC1
La proteína 1 del córtex neural de ectodermo (ENC1) es una proteína codificada en humanos por el gen ENC1.
La proteína supresora de tumores p53 es activada por señales de daño en el ADN y/o señales de hiper-proliferación, induciendo la parada del ciclo celular o la apoptosis. Las mutaciones que inactivan p53 ocurren el 50% de las veces en todos los tumores. Análisis en serie de la expresión génica para evaluar los niveles de ARNm celular en células de cáncer colorrectal transfectadas con p53 mostraron que, de los 7.202 transcritos identificados, sólo 14 fueron expresados a un nivel más de 10 veces superior en las células que expresaban p53 con respecto a las células control. Por ello, estos genes fueron denominados genes inducidos por p53 o PIGs, algunos de los cuales fueron predichos para codificar proteínas de control redox. También se pudo demostrar que las especies reactivas de oxígeno (ROS) son potentes inductores de la apoptosis. Análisis llevados a cabo mediante citometría de flujo mostraron que la expresión de p53 induce la producción de ROS. De este estudio también se pudo concluir que el gen ENC1 (también llamado PIG10) codifica una proteína de unión a actina.

## Interacciones
La proteína ENC1 ha demostrado ser capaz de interaccionar con:
- Proteína del retinoblastoma[2]